# Dyslalia głoskowa
Dyslalia głoskowa – zaburzenie mowy, odmiana dyslalii wyodrębniona ze względu na kryteria objawowe.
Charakteryzuje się ona nieumiejętnością prawidłowego wypowiadania niektórych głosek (np. sz – s; z - z; cz - c), ich zastępowaniu i opuszczaniu.